# Бакинський архіпелаг
Бакинський архіпелаг (азерб. Bakı arxipelaqı) — група прибережних островів Каспійського моря, які розташовані в Бакинській бухті поблизу Баку, Азербайджан. Глибини бухти навколо островів відносно малі. Найбільший острів Хяря Зиря має площу 3,5 км².

## Список островів Бакинського архіпелагу
- Кюр-Даши
- Хиль
- Ігнат-Даши
- Кара-Су
- Зенбиль --0,4 км²
- Гум
- Даш-Зиря — 0,1 км²
- Бьоюк-Зиря — 1,4 км²
- Чигил
- Сенг-Мугань
- Хере-Зиря — 3,5 км²
- Бабурий
- Гутан (острів)
- Внутрішній Камінь
- Новоіванівський

## Екологія
Більшість островів були пустельними та напіпустельними з рідкою рослинністю. На багатьох островах знаходились великі лежбища каспійського тюленя. Нафтовидобуток в Бакинській бухті завдав певну шкоду екології островів. Для контролю за екологією островів архіпелагу та води створена автоматична станція контролю за рівнем забрудненості води яка розташована на острові Сенг-Мугань.